# Jidhafs
Jidhafs, eller Jidd Hafs (arabiska: جِدّ حَفْص), är en stad i norra Bahrain. Den utgjorde tidigare en kommun. Den har vuxit samman med huvudstaden Manama och har delar inom både Huvudstadsprovinsen och Norra provinsen. Antalet invånare är 31 735.